# Выборы глав субъектов Российской Федерации в 2012 году
В 2012 году в России вновь прошли выборы глав субъектов, после их отмены в 2005 году. Особенностью является то, что все выборы в этом году (впервые) прошли в один день, в рамках Единого дня голосования 14 октября 2012 года и по официальным данным были переизбраны действующие главы региона и временно исполняющие обязанности (все они занимали посты глав регионов ещё до получения статуса и.о.) в первом туре. Все выборы проходили в областях. Все кандидаты выдвигались от какой-либо политической партии. Количество кандидатов на руководящий пост ни в одном регионе не превысило четырёх.
| Дата выборов         | Вид выборов                             | Результаты выборов (избранное должностное лицо, повторное голосование, недействительность выборов) | Итоги голосования (в процентах) | Примечания |
| 14 октября 2012 года | Выборы губернатора Амурской области     | | явка — 36,79 % Олег Кожемяко, действующий губернатор — 77,28 % Роман Кобызов, депутат Законодательного собрания Амурской области от КПРФ — 9,99 %, Иван Абрамов, депутат госдумы от ЛДПР — 8,12 % Дмитрий Жаровский, депутат Законодательного собрания Амурской области от партии «Справедливая Россия» — 2,56 %                          | Первые прямые выборы главы региона после 11-летнего перерыва |
| 14 октября 2012 года | Выборы губернатора Белгородской области | | явка — 59,47 % Евгений Савченко, временно исполняющий обязанности губернатора — 77,64 % Ирина Горькова, бывший депутат госдумы от ЛДПР — 12,43 % Александр Запрягайло, руководитель регионального отделения партии «Патриоты России» — 4,12 % Александр Кушнарёв, руководитель регионального отделения партии «Правое дело» — 3,60 %      | Первые прямые выборы главы региона после 9-летнего перерыва |
| 14 октября 2012 года | Выборы губернатора Брянской области     | | явка — 46,94 % Николай Денин, действующий губернатор — 65,22 % Вадим Потомский, депутат госдумы от КПРФ — 30,83 % | Первые прямые выборы главы региона после 8 летнего перерыва. Особенностью является то, что в выборах приняло участие всего 2 кандидата, поэтому они могли пройти только в 1 тур. |
| 14 октября 2012 года | Выборы губернатора Новгородской области | | явка — 42,80 % Сергей Митин, временно исполняющий обязанности губернатора — 75,95 % Николай Захаров, руководитель регионального отделения партии «Патриоты России» — 10,63 % Виктор Михайлов, адвокат (выдвинут ЛДПР) — 10,43 % | Первые прямые выборы главы региона после 9-летнего перерыва |
| 14 октября 2012 года | Выборы губернатора Рязанской области    | | явка — 43,51 % Олег Ковалёв, временно исполняющий обязанности губернатора — 64,43 % Владимир Федоткин, депутат госдумы от КПРФ — 21,92 % Александр Шерин, депутат Рязанской областной Думы от ЛДПР — 9,01 % Александра Перехватова , начальник главного архивного управления Рязанской области (выдвинута партией «Правое дело») — 2,98 % | Первые прямые выборы главы региона после 8-летнего перерыва |